# Lloyd (cantante)
Lloyd, Young Lloyd o Young Ladi, pseudonimo di Lloyd Harlin Polite Jr. (New Orleans, 3 gennaio 1986), è un cantante statunitense.

## Carriera
Lloyd viene scoperto dal produttore Joyce Irby all'età di 14 anni, come membro del gruppo N-Toon, con il quale vince il concorso Double Dare organizzato dal canale televisivo Nickelodeon nel 2000. Grazie alla vittoria gli N-Toon ottengono un contratto con la DreamWorks Records ed incidono un album.
Presto però il gruppo si scioglie e Lloyd riesce ad avere un contratto con la MCA Records, che però poco dopo fu fusa nella Geffen Records, interrompendo il contratto di molti artisti, compreso Lloyd. Tuttavia poco dopo Lloyd, grazie ad Irv Gotti, riesce a firmare un nuovo contratto con la Def Jam Records, che produce il suo primo singolo Southside, duetto con Ashanti. Il singolo ottiene un buon successo, ma lo stesso non avviene per l'album di debutto del cantante Southside. Nei periodi successivi Lloyd colleziona collaborazioni con altri cantanti come Ciara e Ja Rule.
Nel 2006 sul sito MySpace del cantante viene presentato il nuovo singolo di Lloyd You, a cui partecipa Lil Wayne, che anticipa il secondo album del cantante Street Love. Street Love ottiene una buona accoglienza e nell'aprile del 2007 viene certificato disco di platino. Nel 2008, passato all'etichetta Sho'nuff Records, Lloyd ha registrato il suo terzo album Lessons in Love, nuovamente con la collaborazione dell'amico Lil Wayne.

## Discografia

### Album
- 2004 - Southside
- 2007 - Street Love
- 2008 - Lessons in Love
- 2011 - King of Hearts
- 2018 - Tru

### Singoli
- 2004 - Southside (featuring Ashanti)
- 2005 - Hey Young Girl
- 2006 - You (featuring Lil Wayne)
- 2007 - Get It Shawty
- 2007 - Player's Prayer
- 2008 - How We Do It (Around My Way) (featuring Ludacris)
- 2008 - Girls Around the World (featuring Lil Wayne)
- 2008 - Year of the Lover
- 2010 - Lay It Down
- 2010 - Let's Get It In
- 2011 - Cupid (featurin Awesome Jones)
- 2011 - Dedication to My Ex (Miss That) (featuring André 3000)
- 2016 - Tru
- 2019 – Caramel (featuring City Girls)